# Gediminas Taranda
Gediminas Taranda, né le 26 février 1961 à Kaliningrad, est un danseur classique, directeur artistique et acteur d'origine lituanienne dont la carrière a débuté au théâtre Bolchoï à l'époque soviétique,.

## Biographie
Fils du colonel Leonas Taranda, Gediminas naît le 26 février 1961 à Kaliningrad. Son père est lituanien et sa mère est cosaque. Il a un frère cadet prénommé Vytautas. Après le divorce des parents, les enfants partent avec leur mère à Voronej. 
La mère de Taranda travaillait comme comptable au Théâtre d'opéra et de ballet de Voronej, Gediminas regardait donc toutes les représentations. Sous cette influence, il entre en 1974 à l'École chorégraphique de Voronej, puis bientôt, en 1976, à l'École chorégraphique de Moscou. Il intègre le ballet du Bolchoï.
Dans les versions des pièces de Youri Grigorovitch Raymonda et L’Âge d’or, Taranda interprète les rôles d’Abderakhman et de Yashka. En 1984, la troupe part en tournée et présente le ballet Ivan le Terrible au Metropolitan de New York, au Grand Opéra de Paris et au Covent Garden de Londres. Puis, il lui a été interdit de quitter le pays pendant plusieurs années, car ses accompagnateurs du KGB ne le trouvaient pas fiable - à cette époque, les autorités craignaient la fuite des artistes vers l'ouest. En 1993, Taranda a été renvoyé du Théâtre Bolchoï suite au conflit avec Grigorovitch.
En 1994, il crée sa propre troupe, le Ballet Impérial Russe. Son frère Vytautas y devient chorégraphe et directeur adjoint. En 2004, il est invité dans la troupe du Théâtre Mossovet en tant qu'acteur, pour le rôle principal dans le spectacle El maestro de danza (Lope de Vega) où il donne la réplique à Olga Kabo.
Depuis 2012, Taranda est co-fondateur du mouvement « Promotion de l’éducation créative ».
En 2014, il participe aux projets télévisés russes L'Âge de glace.
En 2024, son frère Vytautas décède à l'âge de 58 ans.